# Цифровий сигнал

Оцифрований аналоговий сигнал

Цифрови́й сигна́л — дискретний сигнал з певним значенням інформативного параметра, яке визначається у цифровій формі. Цифрові сигнали є цифровим зображенням дискретного сигналу, який часто видобувається шляхом квантування аналогового сигналу.
В комп'ютерах та інших цифрових системах, цифровий сигнал є хвилею, що переключається між двома рівнями напруги (0 та 1). У більшості комп'ютерних програм цифровий сигнал зображається у вигляді двійкових чисел і тому точність квантизації вимірюється у бітах. Так, наприклад, 4-бітова система забезпечить підтримку 24 = 16 дискретних значень, 7-бітова — 27 = 128, 16-бітова — 216 = 65536 дискретних значень і т. д.
Цифрові технології отримали широке розповсюдження у 1990-ті роки і включають у себе різноманітні медіа пристрої. Сучасні телекомунікації та побутова електроніка працює майже виключно на цифрових технологіях.

## Визначення
Термін цифровий сигнал має відповідні значення в різних контекстах.

### В цифровій електроніці

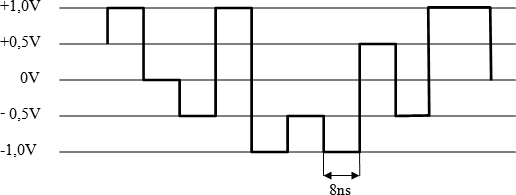
Цифровий сигнал у формі п'яти-рівневої Імпульсно-амплітудна модуляція

В цифровій електроніці цифровий сигнал це послідовність імпульсів (сигнал в імпульсно-амплітудній модуляції), тобто. послідовність електричних імпульсів квадратної форми із фіксованою довжиною, кожен з яких може займати один із рівнів амплітуди, яких можлива дискретна кількість. Особливим випадком є логічний сигнал або двійковий сигнал, який змінюється між високим і низьким рівнем сигналу.

### В обробці сигналів

В обробці сигналів, цифровий сигнал це абстракція, яка є дискретною за часом і амплітудою, що означає, що вона існує лише в певні моменти часу.

В цифровій обробці сигналів, цифровий сигнал подається дискретизованим і квантованим фізичним сигналом. Цифровий сигнал є абстрацією, яка дискретна у часі і амплітуді. Значення сигналу існує лише в регулярних часових інтервалах, оскільки лише в ці квантовані моменти часу значення відповідного фізичного сигналу є важливими для подальшої цифрової обробки. Цифровий сигнал це послідовність кодів отриманих із кінцевого набору значень. Цифровий сигнал може зберігатися, оброблюватися чи передаватися фізично як сигнал імпульсно-кодової модуляції (ІКМ).

### У зв'язку

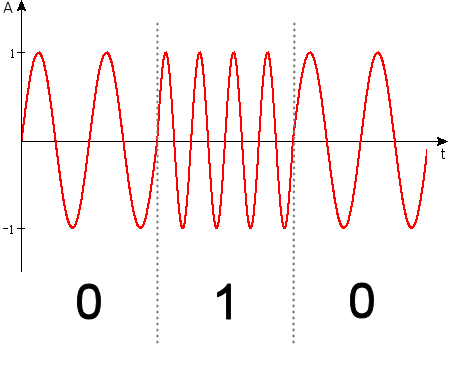
Частотна маніпуляція (frequency shift keying, FSK) сигналу кодує дані за допомогою чергування двох форм хвилі сигналу, і дозволяє передачу у межах пропускної смуги.

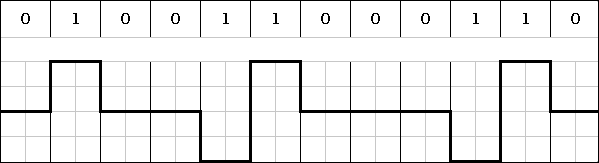
Біполярний сигнал цифровий сигнал використовується у передачі в основній частотній смузі (кодування лінії)

У цифровому передаванні даних, цифровий сигнал представлений неперервним у часі фізичним сигналом a, що чергується між дискретною кількістю форм хвилі, і представляє бітовий потік. Форма хвилі сигналу залежить від схеми передачі, яка може бути або схемою кодування; або схемою модуляції. Така модульована носієм синусова хвиля вважається цифровим сигналом у літературі із цифрового зв'язку і передавання даних,, але в електроніці і комп'ютерних мережах розглядається як перетворений у аналоговий сигнал бітовий потік.
У системах зв'язку, як правило присутні джерела перешкод, які вносять шум у сигнал, що часто є суттєвою проблемою. Ефект інтерференції, як правило, зводять до мінімуму за допомогою фільтрації зашумлених сигналів, наскільки це можливо, а також використовують надмірність інформації. Основною перевагою цифрових сигналів в системах зв'язку завадостійкість при дії шуму, і можливість в багатьох випадках використовувати стиснення даних, як наприклад із радіо та відеоданими, що дозволяє значно зменшити необхідну пропускну здатність засобів комунікації.

## Переваги цифрового сигналу
Перевагами цифрового сигналу над аналоговими є. :
- більша захищеність від дії шумів, наводок і перешкод;
- невеликі відхилення від дозволених значень ніяк не викривляє цифровий сигнал, так як завжди існують зони допустимих відхилень;
- дозволяє складнішу і багатоступеневу обробку
- більш довге зберігання без втрат
- якісніша передача
- цифрові пристрої легше проектувати, відлагоджувати. Їхня поведінка більш точно прогнозується та розраховується.

## Недоліки цифрового сигналу
Цифровий сигнал передає інформацію кількома (переважно двома) своїми рівнями і зміною цих рівнів, а аналоговий більш ємний, оскільки несе інформацію кожним поточним своїм значенням. Крім того, цифровий сигнал потребує перебування в певному рівні деякий період часу, інакше його неможливо буде розпізнати. Тому цифрові пристрої працюють повільніше за аналогові і швидкість передачі та обробки інформації аналоговими пристроями завжди може бути більшою.